# Выдыш, Иван Ильич
Иван Ильич Выдыш (1903—1964) — советский метростроитель, генерал-директор пути и строительства 3-го ранга, лауреат Сталинской премии 2-й степени (1950).

## Биография
Родился в 1903 г. в Краснодаре.
Окончил строительный факультет Харьковского технологического института.
С 1931 г. работал на московском метрострое: инженер шахты № 21, старший инженер, начальник ПТО, заместитель начальника шахты № 79 по технической части, с февраля 1938 г. начальник шахты «завод им. Сталина — Павелецкая».
В 1942—1943 гг. руководил строительством туннелей в Закавказье.
После войны — главный инженер Ленметростроя, заместитель начальника Горного управления.
С 1950 г. участник ядерного проекта, гл. инженер строительства подземного горно-химического комбината на территории Красноярского края (Железногорск).
Сталинская премия 2-й степени за 1950 г. — за разработку и внедрение механизированного щита для проходки тоннелей.
Умер в 1964 году. Похоронен на Введенском кладбище (1-й участок).

## Награды
- Сталинская премия 2-й степени (1950)
- орден Красной Звезды (1945)[2]
- орден «Знак Почёта» (1944)[3]
- медаль «За трудовую доблесть» (1939)